# Pachystigmus flavicoxa
Pachystigmus flavicoxa är en stekelart som först beskrevs av Vladimir Ivanovich Tobias 1964.  Pachystigmus flavicoxa ingår i släktet Pachystigmus och familjen bracksteklar. Inga underarter finns listade i Catalogue of Life.